# Triclistus niger
Triclistus niger là một loài tò vò trong họ Ichneumonidae.